# Apollo-programmet
Apollo-programmet var et antal amerikanske bemandede rumflyvninger med Apollo-rumskibet. Programmet blev indledt i 1961 hvor præsident John F. Kennedy erklærede at USA skulle lande en mand på Månen og få ham sikkert tilbage til Jorden i løbet af 1960'erne. Målet blev indfriet med Apollo 11 i 1969. Programmet fortsatte indtil 1972 med i alt seks succesrige landinger. Apollo-udstyr blev i de følgende år brugt til Skylab-programmet og det første fælles amerikansk-russiske rumprojekt, Apollo-Sojuz-testprogrammet i 1975.
Navnet Apollo stammer fra den græske gud Apollon, der overvågede titaniden Helios' soltransport.
Den 25. maj 1961, igangsatte John F. Kennedy månekapløbet med:
| Citat | I believe that this nation should commit itself to achieving the goal, before this decade is out, of landing a man on the moon and returning him safely to the earth. | Citat |
|       | |       |

På det tidspunkt havde NASA kun haft en astronaut i rummet i ét kvarter (suborbitalt) og otte mislykkede månesonder samt Pioneer 4, der havde ramt 30.000 km ved siden af Månen.

## Missioner
- Apollo 1 – besætningen omkom ved en brand i kommandomodulet under en øvelse på affyringsrampen
- Apollo 4 – 9. november 1967. Første test af Saturn V-løfteraketten.
- Apollo 5 – 22. januar 1968. Test af Saturn IB-løfteraket og månelandingsmodulet.
- Apollo 6 – 4. april 1968. Test af Saturn V-løfteraketten.
- Apollo 7 – første bemandede Apollo-flyvning
- Apollo 8 – første bemandede flyvning rundt om Månen
- Apollo 9 – første bemandede flyvning med månelandingsmodulet
  - Gumdrop & Spider.
- Apollo 10 – første bemandede flyvning med månelandingsmodulet rundt om Månen
  - Charlie Brown & Snoopy.
- Apollo 11 – første bemandede månelanding
  - Columbia & Eagle, Stilhedens Hav,
- Apollo 12 – første præcisionslanding på Månen
  - Yankee Clipper & Intrepid, Stormenes Hav,
- Apollo 13 – månelanding aflyst, da ilttank eksploderede på vej til Månen
  - Odyssey & Aquarius
- Apollo 14 – Alan Shepard blev den eneste Mercury-astronaut, der landede på Månen
  - Kitty Hawk & Antares, Fra Mauro-krateret,
- Apollo 151 – første mission, der medbragte en månebil
  - Endeavour & Falcon, Hadley-rillen,
- Apollo 16 – første månelanding i Månens bjergområder
  - Casper & Orion, Descartes-højlandet,
- Apollo 172 – sidste bemandede månelanding i Apollo-programmet
  - America & Challenger, Taurus-Littrow-krateret.
- Apollo 183,4,5 – aflyst, geologen Harrison Schmitt overført til Apollo 17, Vance Brand fløj med Apollo-Sojuz.
- Apollo 194,5 – aflyst, to af astronauterne fløj med Skylab 4.
- Apollo 205,6 – aflyst, to af astronauterne fløj med hhv. Skylab 2 og 3.

Noter
1Apollo 15 var oprindelig en H-mission. Efter aflysningen af Apollo 20 blev Apollo 15 opgraderet til en J-mission, og overtog Apollo 16's kommando-, service- og månelandingsmoduler. Tilsvarende rykkede de andre J-moduler et missionsnummer. Apollo 15's oprindelige kommando-service-modul fløj sammen med Sojuz 19 i 1975, mens månelanderen er udstillet på Kennedy-rumfartscenteret i Florida.
2Testpiloten Joe Engle blev udskiftet med geologen Harrison Schmitt som månelanderpilot, da Apollo 18 blev aflyst. Joe Engle fløj senere som kaptajn på rumfærgen Columbia i 1981.
3Apollo 18's månelandingsmodul var oprindeligt bygget til Apollo 19. Det er p.t. udstillet i New York.
4Saturn V-raketternes første-, andet- og tredjetrin er udstillet på Kennedy-rumfartscenteret, Johnson-rumcenteret i Texas samt National Air and Space Museum i Washington D.C.
5Missionerne skulle ledes af måneveteraner. Ved aflysningerne forlod Richard F. Gordon (Apollo 12) NASA, mens Fred Haise (Apollo 13) og Stuart Roosa (Apollo 14) blev overført til rumfærge-programmet. Haise prøvefløj Enterprise i atmosfæren i 1977.
6Saturn V-rakettens første- og andettrin blev brugt til at opsende Skylab-rumstationen, tredjetrinnet er udstillet på Johnson-rumcenteret.

## Kommunikation
I kommunikationen mellem jorden og rumfartøjet anvendtes såkaldte quindar-toner, ( hør) oftest kendt som de "bip" man kunne høre under de amerikanske Apollomissioner til at slå senderne på Jorden til og fra, således at CapCom (Capsule Communicator, den ansvarlige for at tale direkte med rumfartøjet,) kunne tale direkte med besætningerne på rumfartøjet.